# عشق و وظیفه
عشق و وظیفه (انگلیسی: Love and Duty) یک فیلم کمدی صامت کوتاه به کارگردانی ویلارد لوئیس است که در سال ۱۹۱۶ منتشر شد. از بازیگران این فیلم می‌توان به اولیور هاردی، بیلی روژ و فلورنس مک‌لاکلین اشاره کرد.